# ホロスポラ属
ホロスポラ属（ーぞく、Holospora）はPseudomonadota門アルファプロテオバクテリア綱ホロスポラ目ホロスポラ科の属の一つである。ホロスポラ科の基準属であり、メンバーは全てグラム陰性偏性細胞内寄生性桿菌である。基準種はホロスポラ・アンデュラータ（Holospora undulata）。属名は、ギリシャ語で「全ての」「完全な」を意味する形容詞"holos"と、「種」を意味する名詞"sporus"に由来して中期ギリシャ語で「胞子」を意味する名詞"spora"を組み合わせた造語であり、「完全な胞子」を意味する。

## 生態と特徴
細胞はグラム陰性且つ非運動性であり、柔軟性が無い。偏性細胞内寄生細菌であり、培地で培養する試みは成功していない。
栄養段階（vegetative stage）と感染段階（infectious stage）という2つの相互転換可能な段階を含んだ生活環を持つ有繊毛の偏性細胞内共生生物である。栄養型は短くて直線状の紡錘形の桿菌であり、細胞長は1～3μmである。細胞端部は球形であることが多い。細胞の直径は0.5～1.0μmの範囲内である。幅方向の細胞分裂によって増殖し、これは感染型では起こらない。感染型細胞（胞子）は栄養型細胞よりも数倍長く、分裂せずに成長した栄養細胞によって胞子が生成される。感染型細胞は、同質領域と細胞質膜領域の2つの領域で構成される。in vitroでの純粋培養増殖は不可能である。
ゾウリムシの核膜を認識し、ゾウリムシが増殖する時期に合わせて増殖する。また、食胞を認識して避けることでゾウリウムに消化されないようにしている。ただし、ゾウリムシの栄養状態が悪化すると宿主のゾウリムシを殺害して別のゾウリムシの細胞核に感染する。ホロスポラに感染されたゾウリムシは熱や塩濃度に対して耐性を持つようになることが知られている。

## 種

### Holospora undulata（ホロスポラ・アンデュラータ）
"undulata"は、ラテン語で「波状の」を意味する形容詞である。
ゾウリムシ（Paramecium caudatum）に細胞内寄生し、その小核で発生する。栄養型細胞は紡錘形であり、長さは最大3μmである。感染型細胞は長さ約16μmの湾曲した、先端が細くなった繊維状である。

### Holospora obtusa（ホロスポラ・オブツサ）
"obtusa"は、ラテン語で「鈍角の」を意味する形容詞"obtusus"に由来する。
ゾウリムシ（Paramecium caudatum）に細胞内寄生し、その大核で発生する。桿状の栄養型は先端が丸く、長さは約3μmである。感染型細胞は細長く直線状であり、長さは約18μmである。

## 歴史
HafkineはP. caudatumに生息する数種類の細菌を研究し、1890年の論文にてホロスポラ属と3つの種名を新規に記載した。Preerらは1974年にP. caudatum共生生物の体系に関する研究結果を発表し、学名を提案した。しかし、この細菌は単離・培養することが不可能なため、これら学名は1980年の学名承認リストに記載されなかった。1981年にB. V. GromovとD. V. Ossipovによって、学名が提案された。このとき、リケッチア目（Rickettsiales）に属する可能性が高いとされながら、同時にそうでない可能性もあるため、研究の進展が望まれるとされた。
1982年に未承認のCytophaga caryophila（サイトファーガ・カリオフィラ）をHolospora caryophila（ホロスポラ・カリオフィラ）としてホロスポラ属に転属させ承認させることが提案された。
2005年にGörtz and Schmidtは、リケッチア目の新科としてホロスポラ科（Holosporaceae）を記述した。
2016年に、ゲノムのSSU rRNA遺伝子配列の系統学的解析結果に基づき、ホロスポラ目（Holosporales）を新設し、リケッチア目から分離させることが提案された。